# Золотий вересень. Хроніка Галичини 1939—1941
«Золотий вересень. Хроніка Галичини 1939—1941» — український документальний кінофільм 2010 року, поставлений режисером Тарасом Химичем і продюсером Тарасом Чолієм. У головних ролях Галина Далявська, Юрій Хвостенко, Лев Рега, Володимир Правосудов та Наталя Лісова, в епізодах знімався Віктор Гурняк. Фільм випустила студія «Invert pictures» на замовлення «Західноукраїнського Центру історичних досліджень». Над створенням стрічки працювали і професійні музиканти — Андріана, гурт «Піккардійська Терція».

## Сюжет
Документальний ігровий фільм «Золотий вересень. Хроніка Галичини 1939—1941» розповідає про події на Західній Україні перед початком Другої світової війни, прихід радянської влади, зміни кордонів і зникнення цілих держав з карти світу. Стрічку створено на основі архівних документів, матеріалів і спогадів свідків, представників українського, польського і єврейського народів довоєнної Галичини, які до 40-х років ХХ століття становили основний етнічний склад цього регіону. У фільмі використано кінохроніку та коментарі провідних науковців-істориків.

## Робота над фільмом
Ідея зняти фільм з'явилася 17 вересня, за рік до його прем'єри, бо 17 вересня 1939 року радянська армія вступила в Західну Україну, почалася окупація. Саме історичний факт спонукав творців фільму до думки, що про цю подію потрібно зняти фільм. Інша причина зняти фільм: «Це люди, які ще сьогодні живуть і були очевидцями тих подій», — розповів продюсер фільму Тарас Чолій.
Фільм відрізняється від звичних зразків української документалістики завдяки формату «Discovery», що передбачає використання сучасних ракурсів та технічних засобів під час знімання, робить фільм близьким до художнього. Велику частину сюжетів грають професійні актори.
Фільм був знятий на замовлення громадської організації «Західноукраїнський Центр історичних досліджень». Над створення стрічки працювали професійні музиканти — Андріана, гурт «Піккардійська Терція». Знімання проводили у різних умовах — в холоді, теплі, актори страждали, особливо, під час знімання епізоду «допит в тюрмі», — зазначив під час брифінгу режисер фільму Тарас Химич.